# Monster Hunter Generations
Monster Hunter Generations — игра в жанре Action/RPG, разработанная и выпущенная Capcom для консоли Nintendo 3DS. Анонсирована в мае 2015 года, а затем и выпущена в ноябре 2015 на территории Японии, под названием Monster Hunter X (яп. モンスターハンタークロス Monsutā Hantā Kurosu), затем была реализована в остальных регионах мира в июле 2016 года. Как и в других частяхMonster Hunter, игрокам предстоит выполнять различные квесты. Основными нововведениями являются новые специальные атаки, боевые стили, а также возможность игры за Фелине, которые раньше были неиграбельными помощниками. Расширенной версией данной игры является Monster Hunter XX, анонсированная в октябре 2016 года, и реализованная в Японии в Марте 2017 года. HD-порт игры под названием Monster Hunter XX — Nintendo Switch Ver. вышел на Nintendo Switch в августе 2017 года.

## Оценки
| Сводный рейтинг    | Сводный рейтинг                  |
| Агрегатор          | Оценка                           |
| ------------------ | -------------------------------- |
| GameRankings       | - 3DS: 86,14 % - Switch: 79,22 % |
| Metacritic         | 85/100                           |
| Иноязычные издания |                                  |
| Издание            | Оценка                           |
| Game Informer      | 8,75/10                          |
| GameSpot           | 8/10                             |
| IGN                | 8,0/10                           |
| Polygon            | 8,5/10                           |
| US Gamer           | [ 10 ]                           |

В 2015 году Tokyo Game Show, Computer Entertainment Supplier's Association назвали Monster Hunter Generations одним из 10 обладателей «Future Division» Award.
Capcom планировали продать 2,5 миллионов копий Monster Hunter Generations в Марте 2016 года. Однако в первые же 2 дня было продано 1,5 миллиона копий, и на 24 декабря 2015 года, в итоге продано 3 миллиона копий. Media Create сообщил, что Monster Hunter Generations продали 91 % розничного склада в первую же неделю продаж. В Японии в течение первой недели продаж Monster Hunter Generations поставил рекорд за 2015 год, когда игра занимала 75 % всех покупок. Из-за выхода игры продажи New Nintendo 3DS XL возросли на 360 % по сравнению с прошлой неделей.
В соответствии с NPD Group, Monster Hunter Generations была самой продаваемой игрой в Июле 2016 года в Северной Америке. Так же, вместе с играми Pokémon , сделали консоль Nintendo 3DS самой продаваемой.
Capcom сообщил, что Monster Hunter Generations продали в размере 4,1 миллионов копий по всему миру на сентябрь 2016 года. На Апрель 2017 года продано 1,7 миллионов копий Monster Hunter XX.

## Награды
| Год  | Награда              | Категория                         | Результат | Ref    |
| ---- | -------------------- | --------------------------------- | --------- | ------ |
| 2016 | The Game Awards 2016 | Лучшая Портативная/Мобильная Игра | Номинация | [ 19 ] |